# William Jackson III
William Jackson III (Houston, 27 aprile 1993) è un giocatore di football americano statunitense che milita nel ruolo di cornerback per il Washington Football Team della National Football League (NFL).

## Carriera universitaria
Jackson frequentò il Trinity Valley Community College per un anno prima iscriversi all'Università di Houston. Nelle sue due ultime stagioni fu inserito nella formazione ideale della Atlantic Coast Conference.

## Carriera professionistica

### Cincinnati Bengals
Jackson fu scelto come 24º assoluto nel Draft NFL 2016 dai Cincinnati Bengals. Il 4 settembre 2016, una settimana prima della prima gara stagione si infortunò a un mescolo del petto, venendo inserito in lista infortunati e perdendo tutta la sua annata da rookie.

### Washington Football Team
Il 16 marzo 2021 Jackson firmò con il Washington Football Team un contratto triennale del valore di 40,5 milioni di dollari.